# Gardnerova teorie mnohočetné inteligence
Gardnerova teorie mnohočetné inteligence je teorii mnohočetné inteligence jako psychologický koncept, který představil roku 1983 Howard Gardner. Navrhuje rozlišovat u lidí více samostatných „inteligencí” (počátečně jich bylo uvedeno 8 a další byly doplňovány). Tento přístup si získal zájem mezi laiky a ve školství, avšak odborníky z oblasti psychologie byla teorie odmítnuta a silně kritizována. Gardner při jejím formulování nepoužíval vědecké metody, nebyla nikdy empiricky ověřena, naopak, psychologické a neuropsychologické předpoklady, z kterých vychází, byly vědou vyvráceny, metoda je také často dezinterpretována a neodpovídá současnému stavu poznatků, což vedlo k částečnému distancování i samotného Gardnera. Někdy bývá tato teorie uváděna jako příklad pseudovědy.